# Poteau (België)
Poteau is een gehucht in de Belgische gemeente Vielsalm. Voor de fusies van Belgische gemeenten in 1977 hoorde de plaats bij Petit-Thier.

## Geografie
Het gehucht ligt in een dal tussen twee heuvels in het oosten van Vielsalm tegen de provinciegrens. Deze grens is ook de taalgrens met Poteau Franstalig en de ander kant, Recht, Duitstalig.

## Geschiedenis
In 1617 was er de eerste vermelding van de plaats als: Brou-de-Fatz. Deze naam kwam waarschijnlijk van "boue" (=modder) of "bourbier" (=modderige poel) en "fagne" (=veen, moeras of veengebied). De naam poteau (=paal) komt voor vanaf 1778 en verwijst naar een gemarkeerde paal die een betaalplaats was aan de belangrijke weg Luik - Stavelot - Luxemburg.
In 1816 kwamen er nieuwe houten palen die de nieuwe grens afbakenden tussen het Koninkrijk Pruisen en de Verenigd Koninkrijk der Nederlanden zoals bepaald in het Traktaat van Aken. Door het Verdrag van Londen (1839) werd dit de grens tussen het nieuwe België en het Koninkrijk Pruisen. De houten palen werden tussen 1863 en 1865 vervangen door stenen palen. Na het  Verdrag van Versailles (1919). verschoof de nationale grens naar het oosten met de annexatie van Oostkantons. De grenspalen zijn gebleven.
Aan de Poteaustraat werd in het begin van de jaren 30 van de vorige eeuw een kleine bunker gebouwd als onderdeel van de Devèze Linie.
In december 1944 werd er tijdens de Slag om de Ardennen hevig gevochten in Poteau tussen eenheden van het Amerikaanse 7th Armored Division en eenheden van het Duitse 1. SS-Panzer-Division en het 9. SS-Panzer-Division.  Daarbij veranderde de controle over het strategische kruispunt verschillende keren van kamp.
Deelgemeenten: Bihain · Grand-Halleux · Petit-Thier · Vielsalm

Overige dorpen: Bêche · Burtonville · Cahay · Commanster · La Comté · Dairomont · Ennal · Farnières · Fraiture · Goronne· Hébronval · Joubiéval · Neuville · Ottré · Petit-Halleux · Petit-Tailles · Provedroux · Regné · Rencheux · Salmchâteau · Ville-du-Bois 

Belgische gemeenten · Arrondissement Bastenaken · Luxemburg · Wallonië